# Angel of Retribution

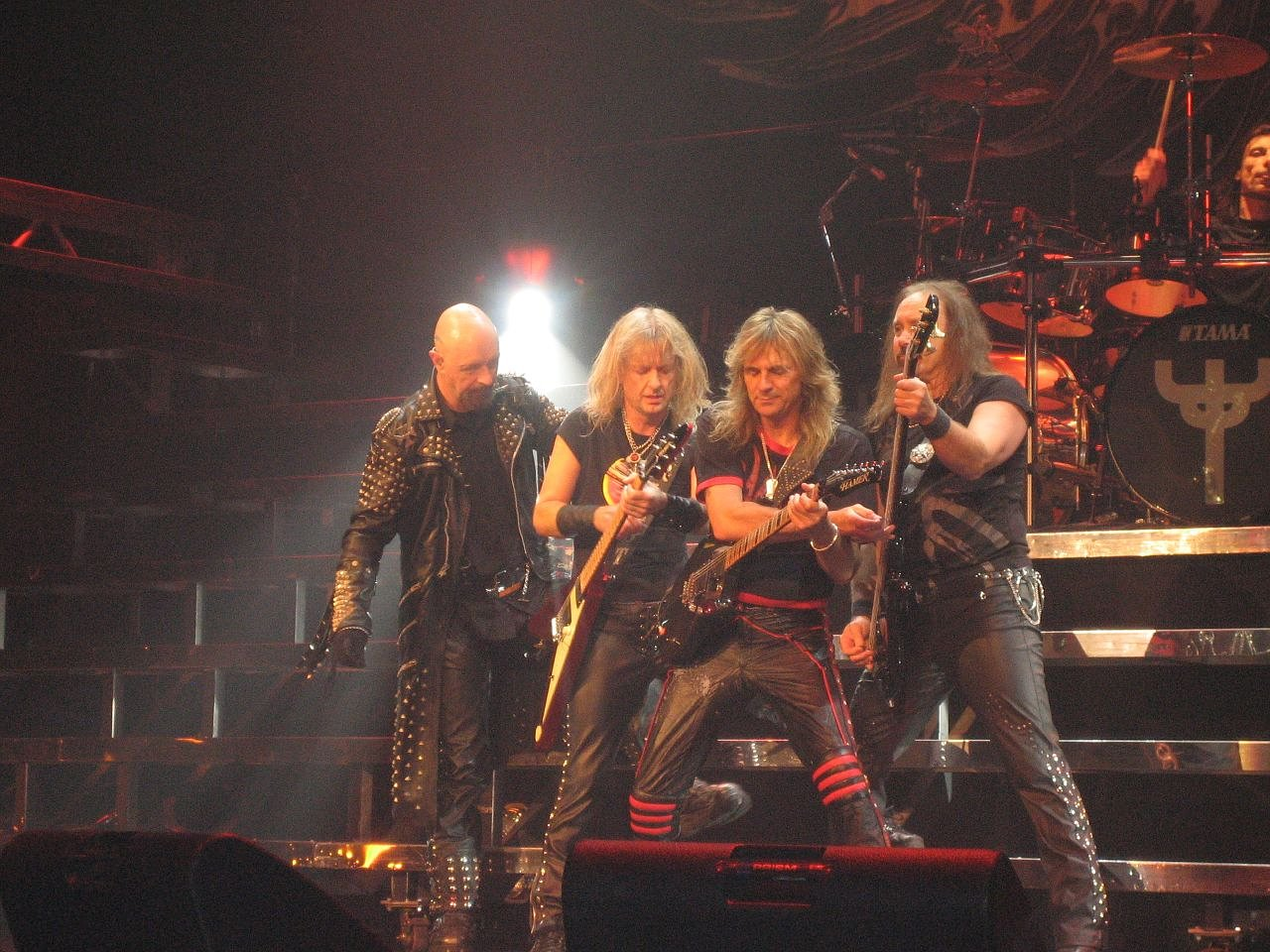
Judas Priest tijdens de Retribution tour in 2005

Angel of Retribution is het vijftiende studioalbum van de Britse heavymetalband Judas Priest, uitgebracht in 2005. Het is het eerste album van Rob Halford na zijn terugkeer.

## Tracklisting
1. "Judas Rising" – 3:52
2. "Deal With The Devil" – 3:54
3. "Revolution" – 4:42
4. "Worth Fighting For" – 4:17
5. "Demonizer" – 4:35
6. "Wheels Of Fire" – 3:41
7. "Angel" – 4:23
8. "Hellrider" – 6:06
9. "Eulogy" – 2:54
10. "Lochness" – 13:28